# Isola di Hațeg

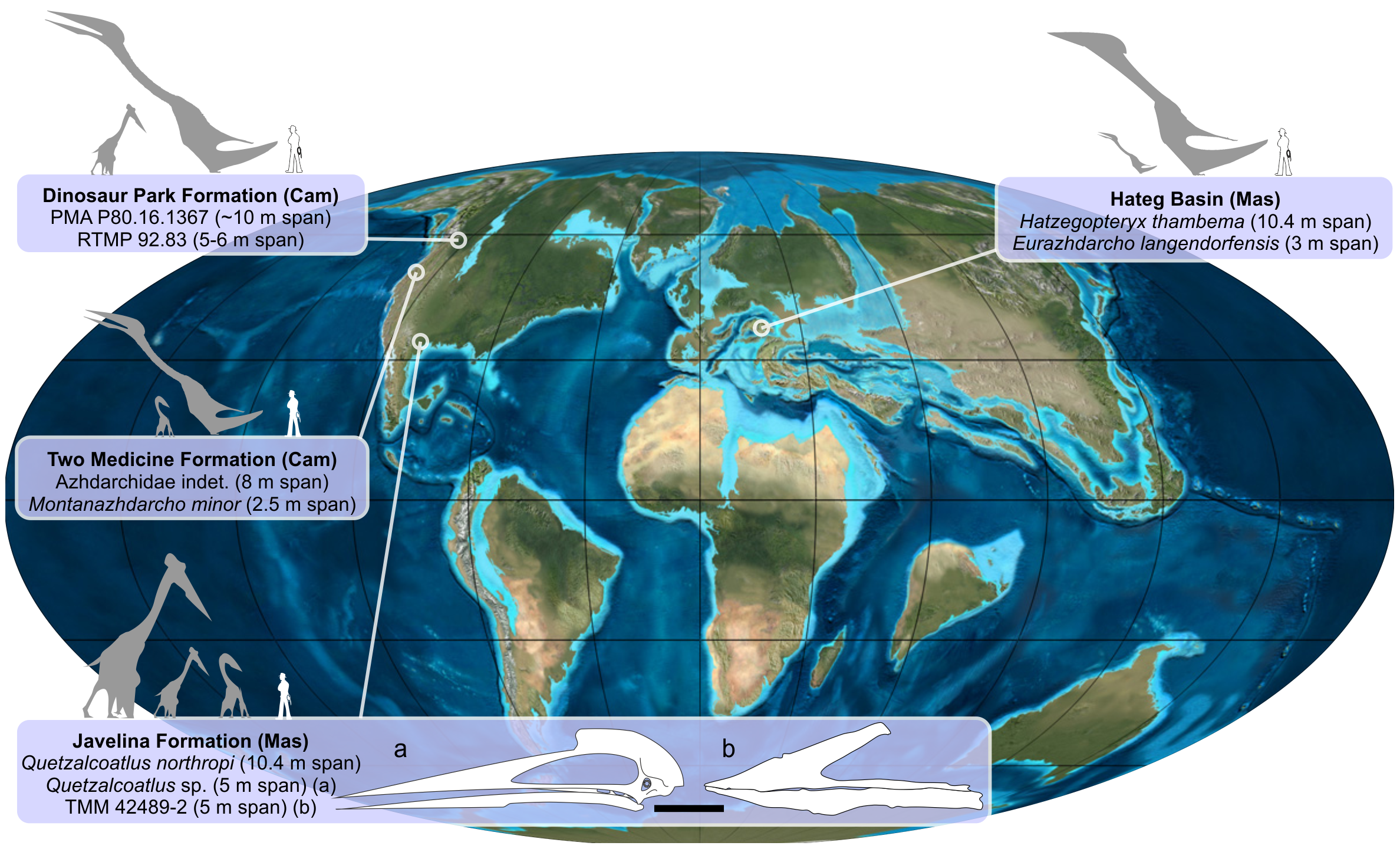
Ricostruzione del mondo durante il Maastrichtiano, con l'Isola di Hateg dove oggi vi è la moderna Romania. La mappa mostra la distribuzione degli pterosauri giganti nel mondo. La recente scoperta di un nuovo genere di azhdarchide sull'isola di Hateg non è segnalata

L'isola di Haţeg era una grande isola europea, oggi scomparsa, situata nel mare Tetide durante il Cretaceo superiore, probabilmente tra il Cenomaniano e il Maastrichtiano. Si trovava nella regione intorno alla moderna Hațeg, nel Distretto di Hunedoara, in Romania. Quest'isola è famosa per il ritrovamento di numerosi fossili risalenti al Maastrichtiano. Tutti i fossili ritrovati fanno parte di una fauna insulare dalle caratteristiche uniche.
L'isola si formò quasi sicuramente per il sollevamento tettonico durante la prima orogenesi alpina, causata dal movimento verso nord-ovest della placca adriatica, in tutto l'oceano Piemontese-Ligure, verso la fine del periodo Cretaceo. Oggi non c'è un'isola con caratteristiche analoghe, ma nel complesso, l'isola di Hainan (al largo della costa della Cina) è forse l'isola che si avvicina di più all'isola Hateg dal punto di vista climatico, geologico e topografico. Tuttavia la vegetazione di allora era notevolmente diversa da quella di oggi, così come ovviamente la fauna.
Il paleontologo ungherese Franz Nopcsa teorizzò che le "risorse limitate" che si trovavano sull'isola hanno avuto un effetto la "riduzione delle dimensioni degli animali dell'isola", nel corso di generazioni, provocando un localizzato effetto di nanismo insulare. La teoria di Nopcsa sul nanismo insulare (conosciuta anche come regola di Foster) è oggi ampiamente accettata.

## Geografia
La stima delle dimensioni dell'isola preistorica sono state a lungo dibattute. Oggi la stima più attendibile si aggira intorno agli 80 000 chilometri quadrati, durante il Maastrichtiano, vale a dire circa la dimensione della moderna isola di Hispaniola. L'isola si trovava appena sopra la fascia equatoriale, a circa 27° N di latitudine.
L'isola di Haţeg era situata a circa 200 km (120 mi) dal continente più vicino. A nord-ovest vi era un'altra isola corrispondente al massiccio boemo, a sud-est vi era un'altra isola corrispondente ai Monti Rodopi e ad ovest vi era una grande isola corrispondente a parte della moderna penisola iberica. Il continente più vicino era posizionato nella regione austro-alpina ad ovest dell'Adriatico.
L'isola di Haţeg era circondata da un vasto bacino marino molto profondo, a differenza di molte delle isole circostanti e dei continenti limitrofi che invece erano circondati da mari poco profondi.

### Ecologia e clima
Durante il Maastrichtiano, il clima dell'isola di Haţeg era subtropicale, con una temperatura media di 20-25 gradi. Le stagioni dell'isola erano intervallate da stagioni delle piogge e stagioni secche, ma nonostante questo la vita vegetale dell'isola era principalmente di natura tropicale. Gli isotopi di carbonio indicano un habitat di tipo "bosco secco". Questa apparente contraddizione tra il clima stagionalmente secco e specie di piante tropicali può essere spiegato con il fatto che le piante tropicali possono prosperare in uno stagionalmente monsonico, purché abbiano accesso a una quantità sufficiente di acqua per tutto l'anno, e l'ambiente dell'isola di Haţeg sembra essere stato dominato da numerosi fiumi e laghi. I primi strati di roccia sono dominati da depositi vulcanici, ma questi sono assenti negli strati superiori, il che indica che l'attività vulcanica cessò in tale periodo.

## Paleofauna

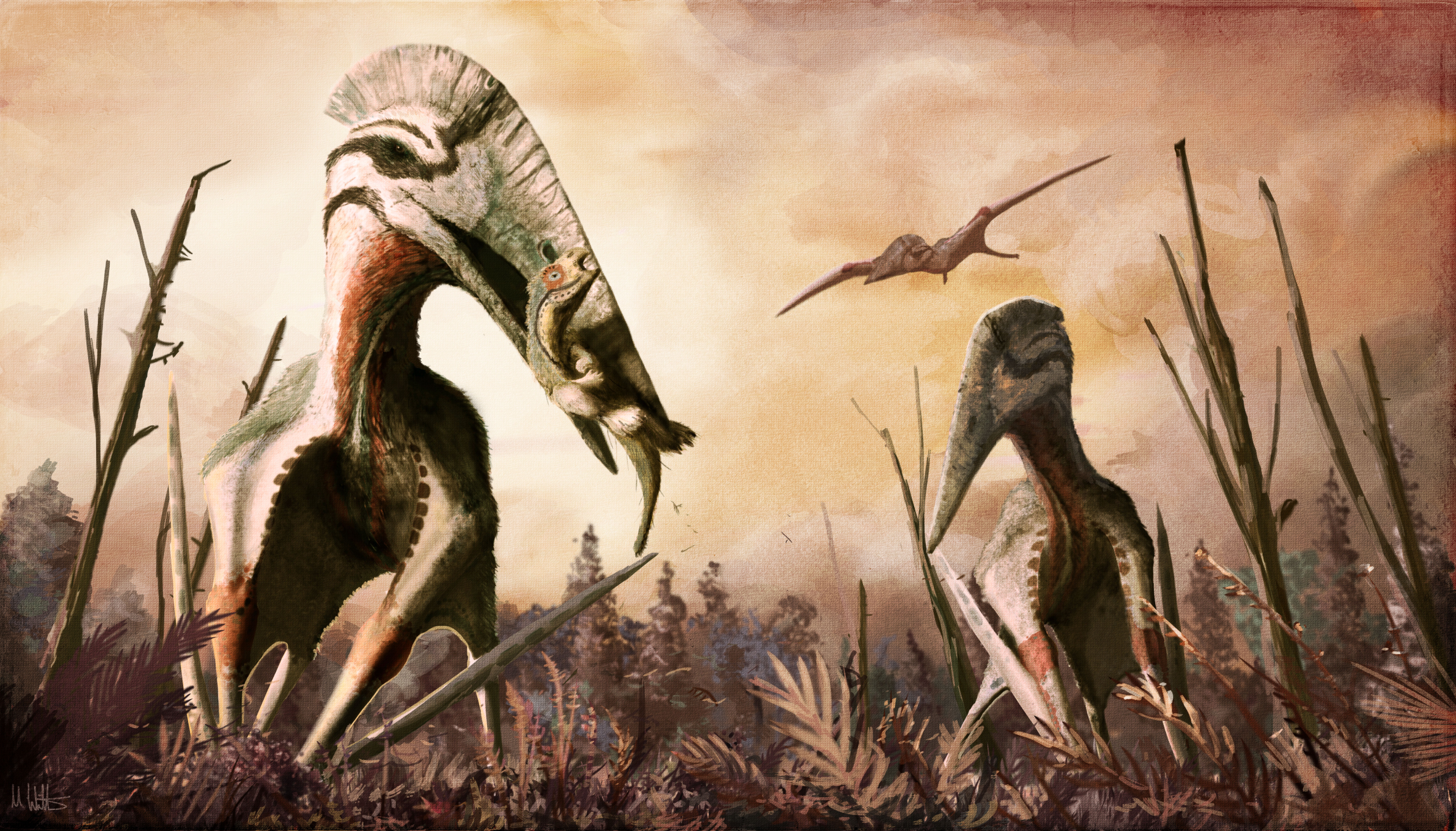
Ricostruzione di un gruppo di Hatzegopteryx sp., che con le sue dimensioni era il predatore all'apice dell'isola

Sull'isola di Haţeg sono state scoperte ben nove specie di dinosauri, più una specie di pterosauro che si pensa possa essere endemico dell'isola. La maggior parte di questi animali erano le versioni più piccole della megafauna presente sulla terraferma continentale, che con il tempo è diventata più piccola a causa del nanismo insulare, anche se questo non è certamente il caso di giganti come lo pterosauro gigante Hatzegopteryx thambema, che essendo uno dei più grandi pterosauri e uno dei più grandi animali volanti, è un esempio di gigantismo insulare.
Gli animali scoperti ed endemici dell'Isola di Hateg sono:
- Albadraco tharmisensis, uno pterosauro azhdarchide;
- Allodaposuchus precedens, un crocodyloide;
- Aprosuchus ghirai, un coccodrilloforme atoposauride sopravvissuto in età avanzata;
- Balaur bondoc, originariamente descritto come un dromaeosauride ma ora ritenuto un esempio precoce di uccello insulare incapace di volare, probabilmente un sinonimo junior di Elopteryx;[5][6]
- Barbatodon, genere di mammifero multitubercolato rappresentato da almeno tre specie;
- Barbatteiidae, una famiglia di lucertole teiidi endemiche dell'isola;
- Becklesius nopcsai, una lucertola paramacellodide;
- Bicuspidon hatzegiensis, una lucertola poliglifanodonte;
- Bradycneme draculae, un alvarezsauride;
- Elopteryx nopcsai, un dinosauro avialano;[6]
- Eurazhdarcho langendorfensis, uno pterosauro azhdarchide;
- Gargantuavis, un uccello incapace di volare;
- Heptasteornis andrewsi, un dubbio alvarezsauride;
- Hatzegobatrachus grigorescui, un possibile rospo bombinatoride;
- Hatzegopteryx thambema, uno pterosauro azhdarchide gigante;
- Kallokibotion bajazidi, una testudinata perichelidiana;
- Kogaionon ungureanui, un mammifero multituberculato;
- Litovoi tholocephalos, un mammifero multituberculato dalla testa a cupola;
- Magyarosaurus dacus, un dinosauro sauropode titanosauro (un saltasauride o un nemegtosauride)
- "Megalosaurus hungaricus", un teropode indeterminato;
- Nidophis insularis, un serpente madtsoiide;
- Paludititan nalatzensis, un dinosauro sauropode titanosauro;
- Paralatonia transylvanica, una rana alytide;
- Petrustitan hungaricus, un dinosauro sauropode titanosauro;
- Rhabdodon priscus, un dinosauro ornithopode rhabdodontidae;
- Sabresuchus sympiestodon, un paralligatoride;
- Struthiosaurus transylvanicus, un dinosauro thyreophoro nodosauride;
- Telmatosaurus transylvanicus, un dinosauro ornithopode hadrosauro;
- Transylvanosaurus platycephalus, un dinosauro ornithopode rhabdodontide;
- Uriash kadici, un dinosauro sauropode titanosauro;
- Zalmoxes robustus, un dinosauro ornithopode rhabdodontidae;
  - Un azhdarchide attualmente senza nome, potrebbe rappresentare il più grande pterosauro finora scoperto. Questo esemplare senza nome (soprannominato "Dracula" dai paleontologi), attualmente esposto all'Altmühltal Dinosaur Museum in Baviera, possiede un'apertura alare di 12–20 metri (39–66 piedi), il che lo rende potenzialmente il più grande animale volante attualmente conosciuto dalla scienza. Le sue dimensioni sono talmente eccezionali che alcuni studiosi pensano che questo animale potesse aver perso la capacità di volare in favore delle dimensioni; ciò lo renderebbe anche il primo pterosauro ad essere divenuto attero secondariamente.[7]